# César Manrique
César Manrique (* 24. April 1919 in Arrecife, Lanzarote, Spanien; † 25. September 1992 in Tahíche, Lanzarote; vollständiger Name: César Manrique Cabrera) war ein spanischer Maler, Bildhauer und Umweltschützer, der vor allem für seine architektonischen Projekte als künstlerischer Leiter und seinen entscheidenden Einfluss auf die nachhaltige Entwicklung von Lanzarote bekannt ist.

## Leben
Manrique wuchs in Puerto Naos, dem alten Hafen von Arrecife, in der Nähe der Lagune San Ginés als Sohn des Handelsvertreters Gumersindo Manrique und seiner Frau Francisca Cabrera auf. Er hatte drei Geschwister, seinen Bruder Carlos, seine Schwester Juana und seine Zwillingsschwester Amparo. Manrique besuchte die Schule auf Lanzarote. Während des Spanischen Bürgerkrieges (Juli 1936 bis April 1939) kämpfte er als Freiwilliger an der Seite der faschistischen Putschisten Francisco Francos. Später absolvierte er ein Studium zum Bauingenieur an der Universität La Laguna auf Teneriffa. Durch Zeitschriften, die sein Vater von Geschäftsreisen mitbrachte, lernte er früh die Werke von Pablo Picasso, Henri Matisse und Georges Braque kennen. Manrique verbrachte die Sommer mit der Familie im Nordwesten Lanzarotes in Caleta de Famara, einem kleinen Fischerdorf. Die dortige Steilküste und das sich schnell ändernde Wetter mit seinem wechselnden Farbenspiel auf den Felsen beeindruckten ihn. Im Jahre 1942 hatte er im Alter von 23 Jahren seine erste Ausstellung in Arrecife.

Wandmosaik von César Manrique im Garten seines ehemaligen Wohnhauses, der heutigen Fundación César Manrique
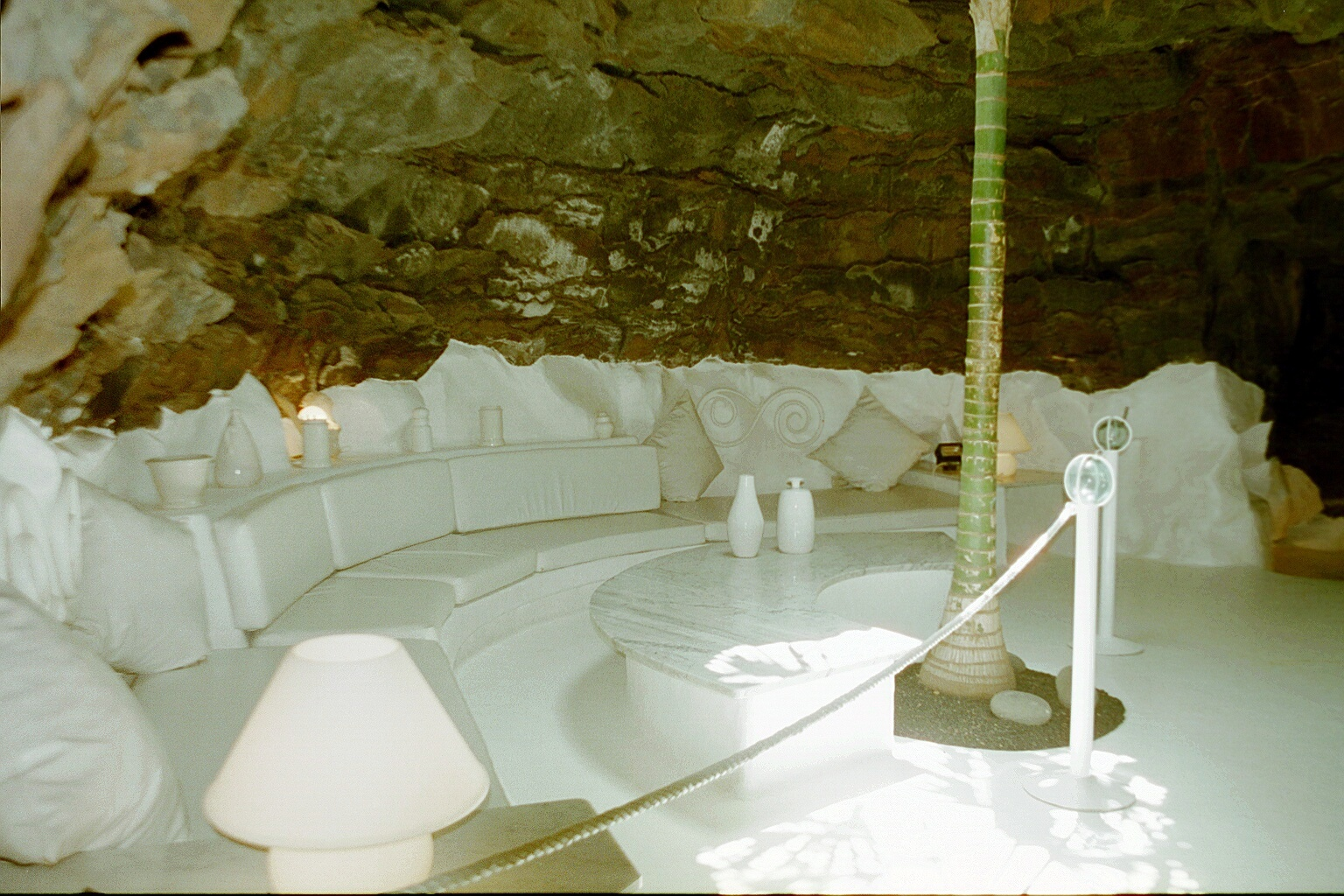
Lavablasen…
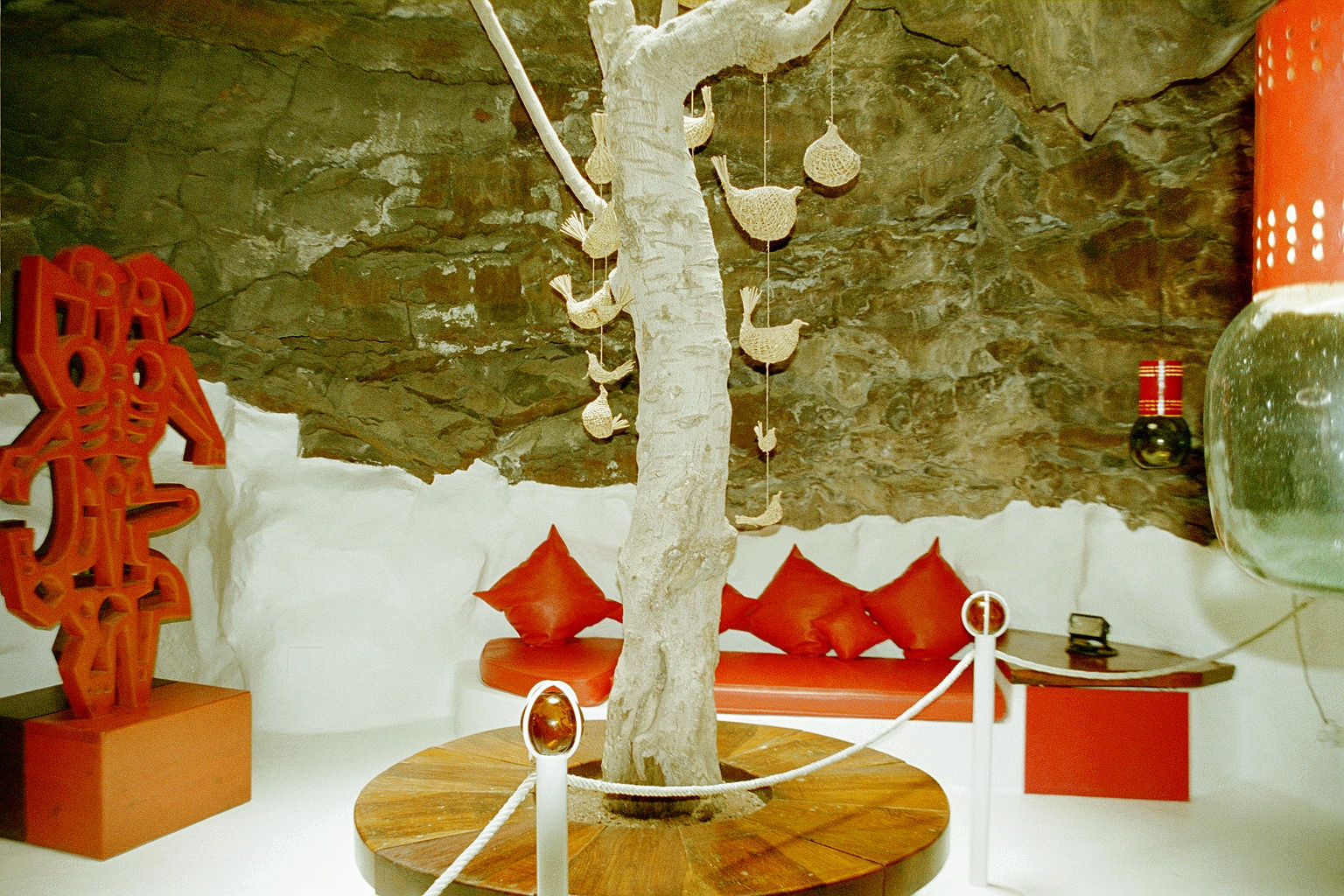
…als Wohnräume in seinem Haus
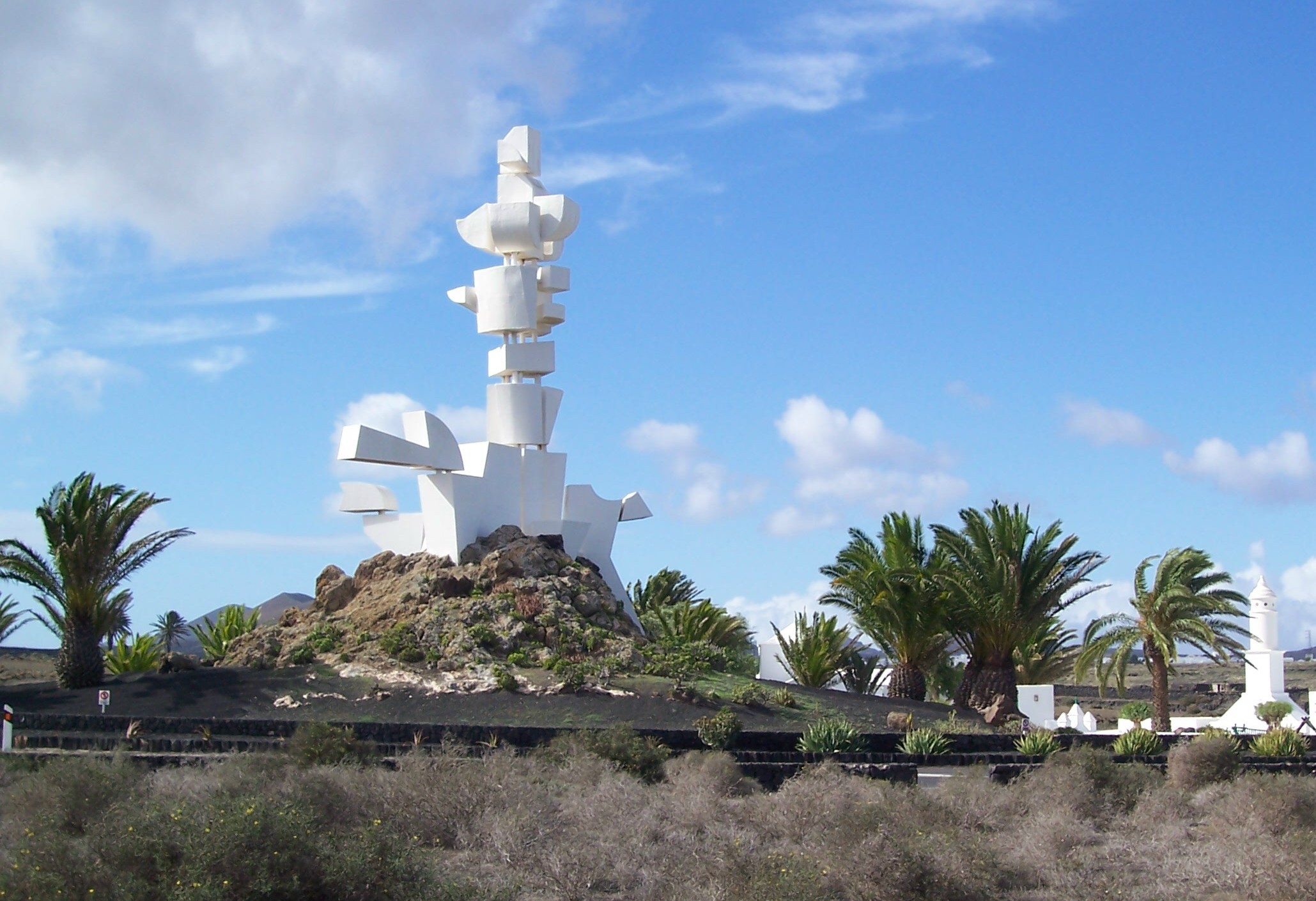
Monumento del Campesino (Fecundidad) in Mozaga, 1968
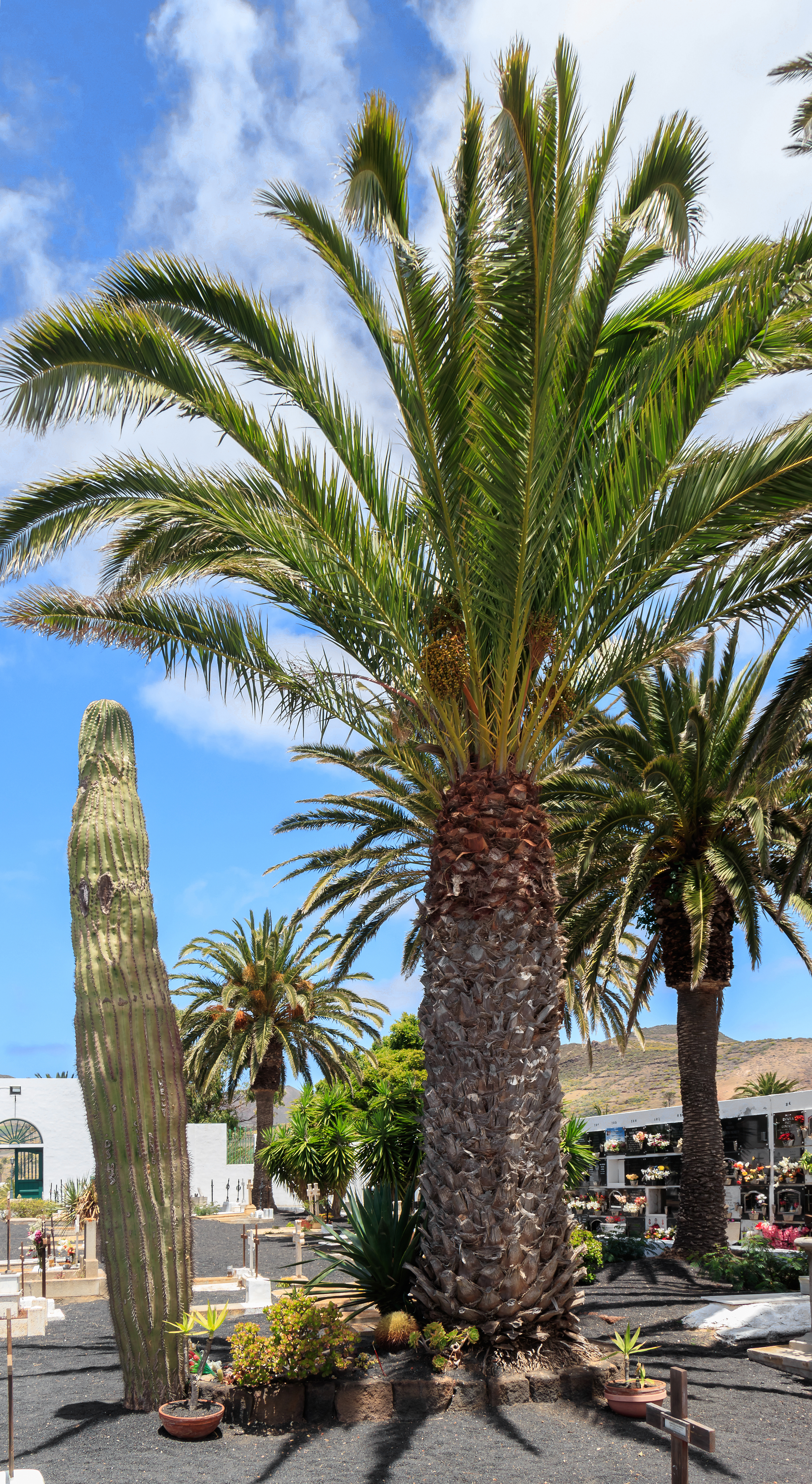
Grab Manriques auf dem Friedhof von Haría
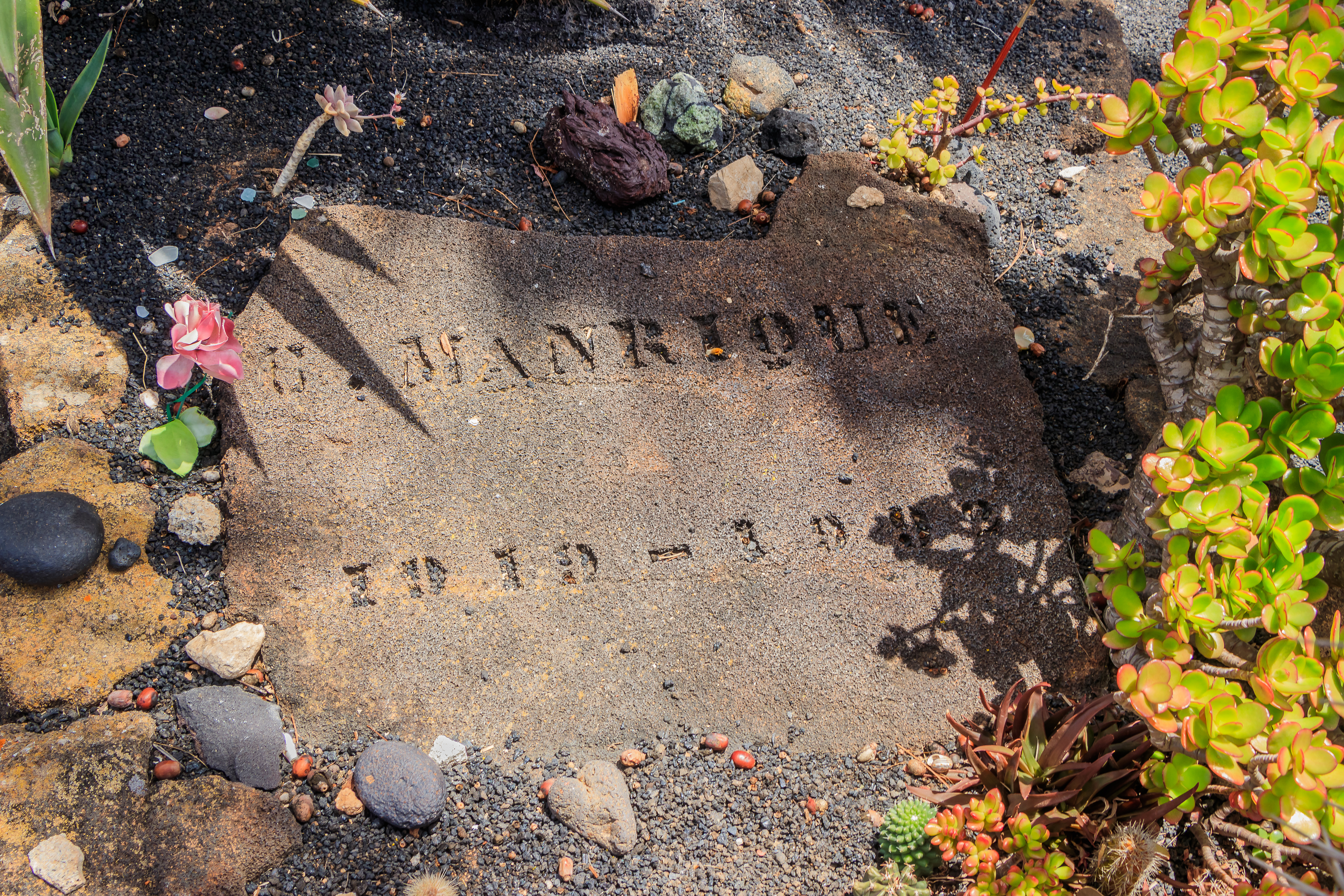
Grabplatte Manriques auf dem Friedhof von Haría

Ab 1945 besuchte er die Kunstakademie in Madrid, die er 1950 mit dem Meistertitel für Zeichnen und Malen abschloss. In Madrid lernte er Pepi Gómez kennen, mit der ihn über 18 Jahre lang eine enge Beziehung verband, bis sie 1963 an Krebs verstarb.
Manrique entwickelte sich mit anderen gleichgesinnten Künstlern zu einem Vorreiter der avantgardistischen Kunst und eröffnete 1954 in Madrid Spaniens erste Galerie für nichtfigürliche Kunst Fernando Fé.
Nach dem Tod seiner Geliebten hatte Manrique eine Schaffenskrise. Im Jahre 1964 zog er nach New York und nutzte ein Stipendium des International Institute of Art Education zum Studium der amerikanischen Kunst; in New York wurde er exklusiv von der Galerie Catherine Viviano mit drei Einzelausstellungen vertreten. Die Begegnung mit dem Abstrakten Expressionismus, vertreten etwa durch die Künstler Jackson Pollock und Mark Rothko, sowie mit der Pop Art (Andy Warhol, Robert Rauschenberg), der Neuen Plastik (César, John Chamberlain) und der Kinetischen Kunst war von großer Bedeutung für die Entwicklung seines Werks.
1968 kehrte er endgültig nach Lanzarote zurück und entschloss sich, seine Heimatinsel in einen der schönsten Plätze der Welt zu verwandeln. Für diesen Plan konnte er Pepín Ramírez Cerdá gewinnen, einen alten Freund der Familie, inzwischen Präsident der Inselregierung. Der Plan beinhaltete, nur die traditionelle Bauweise Lanzarotes zuzulassen, auf mehr als zweistöckige Bauwerke zu verzichten und alle Werbeplakate von den Straßen der Insel zu entfernen. 1968 sprach die Regierung ein Verbot für Reklameanhäufungen aus. Manrique fuhr über die Insel, um die Bevölkerung vom lanzarotenischen Architekturstil zu überzeugen. Im selben Jahr entstand das Monumento del Campesino an der Hauptkreuzung Mozaga/San Bartolomé, das aus den weißgetünchten alten Trinkwasserkanistern ausgedienter Fischerboote besteht. Gemeinsam mit dem Künstler und Freund Luis Ibañez kaufte er ein altes Haus in Yaiza, eines von drei nach den Vulkanausbrüchen von 1730 bis 1736 stehengebliebenen Häusern. Nach ersten Plänen, das Haus als Atelier zu nutzen, baute er es 1970 zum Restaurant La Era um.
Auf einem Ausflug in Tahíche entdeckte Manrique 1970 einen Feigenbaum, dessen grüne Spitze aus einem erstarrten schwarzen Lavastrom herausragte. Er beschloss, hier sein Wohnhaus zu errichten. Die Besitzer des Landes wollten keine Bezahlung, da sie es für wertlos hielten, baten Manrique sogar, sich so viel Land zu nehmen, wie er brauchte. Der Künstler entdeckte beim Bau des Hauses fünf Lavahöhlen, die er ausbaute und zu Wohnräumen umgestaltete. Hier wurde 1982 seine Stiftung gegründet. 1974 eröffnete Manrique das Mehrzweckkulturzentrum El Almacén in Arrecife als internationalen Treffpunkt für Kunstinteressierte. In der Kunstgalerie El Aljibe konnten Künstler ihre Werke erstmals auf Lanzarote ausstellen. 1988 zog Manrique in ein von ihm wiederaufgebautes Bauernhaus in Haría, das seit 2013 ein Museum ist.
Am 25. September 1992 kam Manrique etwa 45 Meter vor seiner Stiftung in Tahíche durch einen selbst verschuldeten Verkehrsunfall ums Leben. Die Unfallstelle ist heute ein Kreisverkehr, in dem das von Manrique geschaffene Windspiel von Tahíche steht. Manrique wurde unter großer Teilnahme der Bevölkerung auf dem Friedhof von Haría beigesetzt.
Manrique hatte  Kontakte zu – unter anderem – Nelson Rockefeller, Rita Hayworth, Hussein I. (Jordanien), Spaniens Premierminister Felipe González, Luis Ibañez, Andy Warhol, Barbara Rosse und Alfredo Kraus.
Manrique erreichte es, dass der Massentourismus auf Lanzarote in gemäßigten Bahnen verlief. Er setzte sich dafür ein, die landschaftliche und kulturelle Identität seiner Heimatinsel zu bewahren und zu erhalten, weshalb die Inselregierung ihn im September 1995 postum zum bevorzugten Sohn der Insel erklärte und damit ihren Dank für die Lebensleistung des Künstlers zum Ausdruck brachte. Gleichzeitig verpflichtete sich die Inselregierung, den Weg Manriques weiterzugehen. Lanzarote wurde 1993 durch seinen Einsatz für einen sanften Tourismus von der UNESCO zum Biosphärenreservat ernannt.

## Stiftung: Fundación César Manrique

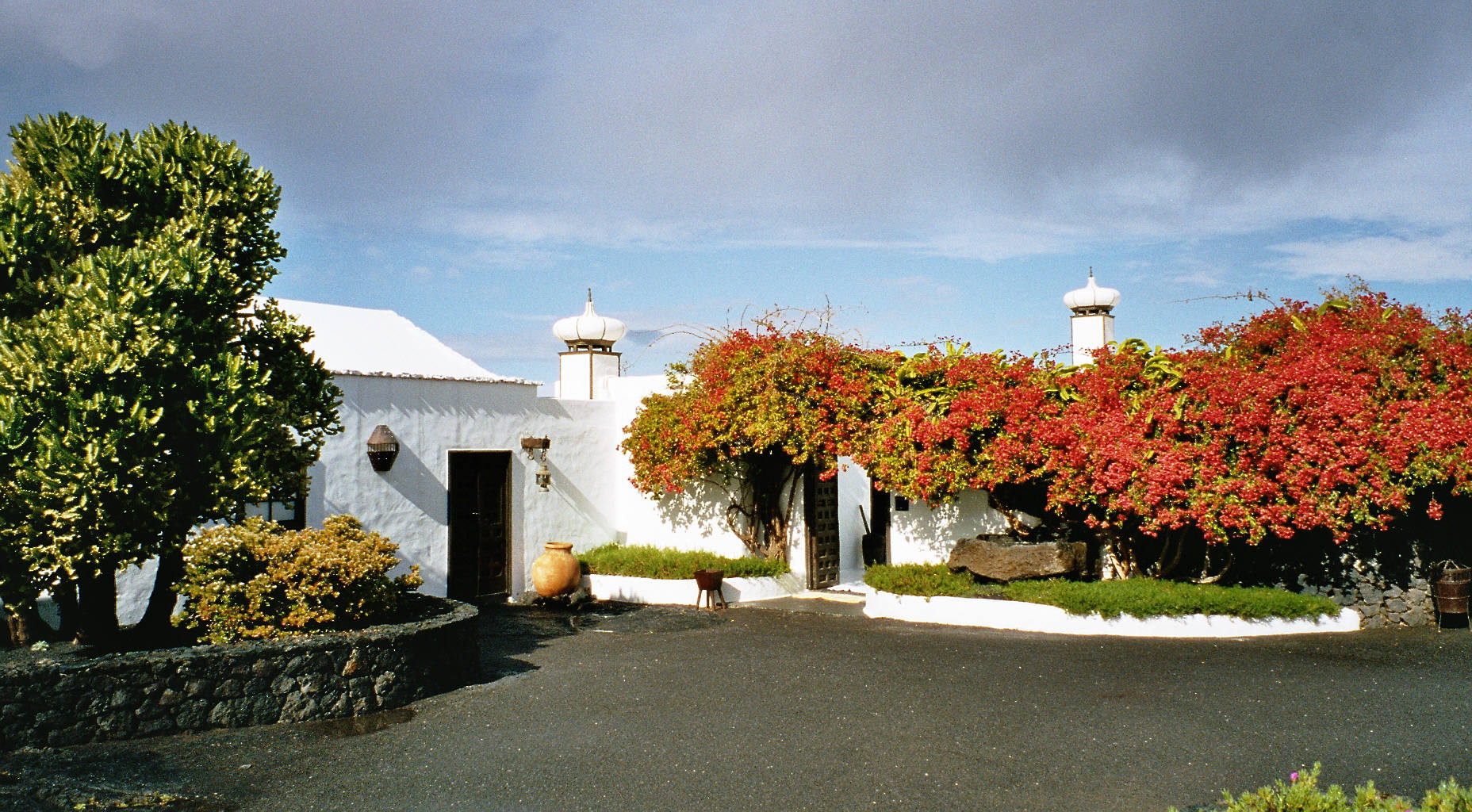
Eingang und Gebäude der Fundación César Manrique

Die Fundación César Manrique ist von Manrique und einer Gruppe von Freunden 1982 gegründet und im März 1992 offiziell eingeweiht worden. Bei der Fundación handelt es sich um eine private, kulturelle Stiftung, die sich finanziell selbst trägt, keinen Erwerbszweck verfolgt, und aus dem Auftrag der Förderung und Verbreitung der künstlerischen Tätigkeit und ihrem natürlichen und kulturellen Umfeld entstand. Um ihren Zielen gerecht zu werden, entwickelt die Manrique-Stiftung Austauschprogramme im Bereich Kunst, Umwelt und Kultur. Die Stiftung ist nicht nur als Forum für Ausstellungen, sondern auch für Studien und Debatten gedacht. Sie befasst sich mit der Erhaltung, Erforschung und Verbreitung des Werkes Manriques.
Die Stiftung ist heute im Haus des Künstlers und in den dazugehörigen Wirtschaftsgebäuden untergebracht. Der gesamte Komplex ist von Manrique selbst umgestaltet worden, um ihn an seine neue Funktion eines Museums anzupassen.

## Auszeichnungen
- 1978: Weltpreis für Ökologie und Tourismus, Berlin, Deutschland
- 1978: Columbus Ehrenpreis der Vereinigung Deutscher Reisejournalisten
  - Großes Zivilverdienstkreuz für seine Umweltarbeit, überreicht von König Juan Carlos I., Spanien
- 1981: Mönchehauspreis für Kunst und Umwelt, Goslar, Deutschland
- 1982: „Netherlands Laureate Van D’Abeod“, Niederlande
- 1986: Europa Nostra-Preis, Europaparlament
- 1989: Ernennung zum Mitglied des spanischen Komitees „Der Mensch und die Biosphäre“, UNESCO
  - Preis für Schöne Kunst, Kanarische Regierung
  - Fritz-Schumacher-Preis der TH Hannover, Deutschland
- 2021: Benennung eines Asteroiden nach ihm: (395141) Césarmanrique

## Kunst
Manrique verstand Kunst als enge harmonische Verbindung zwischen Mensch und Natur. Die Assoziation Aschehaufen und Trümmerfeld, die viele Touristen mit der Kargheit der Vulkaninsel Lanzarote verbinden, hat Manrique zeit seines Lebens missfallen. Er empfand seine Heimat als wilde und lebendige Naturschönheit, die er zur touristischen Besonderheit umgestalten wollte. Manrique entwarf mehrere Touristenattraktionen für Lanzarote und benachbarte Inseln, unter anderem Aussichtsplattformen, Gärten, Wiederherstellung degradierter Gebiete und Erneuerungen der Küsten.
Hauptmerkmal seiner Architektur ist die Integration von Felsen, Stein und erstarrten Lavaströmen in einen harmonischen Wohn- und Lebensraum. Er nutzte die unbearbeiteten Naturmaterialien häufig im Kontrast mit runden, weichen, von Hand gestalteten Formen. Oft sind die Farben Schwarz und Grau (Lavagestein) und Weiß (Kalk und Lack) zu finden. Die Atmosphäre dieser Kunsträume wird meistens mit sinnlicher, meditativer Musik untermalt. Außerhalb der Räume ließ Manrique – auch auf Verkehrsinseln – große Windspiele errichten, die der Passatwind bewegt.
Manrique verstand sich selbst zuerst als Maler. Ihm wird in der spanischen Bewegung der abstrakten Kunst eine Pionierrolle zugeschrieben, und er wird als Vorreiter des Surrealismus begriffen. Die Einfachheit und Klarheit seiner Gemälde sowie seiner architektonischen Werke greifen die Symbiose von Mensch und Natur auf und veranschaulichen auf unterschiedlichste Weise die Naturschönheiten. Er beließ die Natur, wie sie war, und versuchte nur, ihre Schönheit künstlerisch einzurahmen, um sie hervorzuheben, damit sich andere Menschen an ihr erfreuen. Das Zitat Manriques Mit absoluter Freiheit zu schöpfen, ohne Ängste und Rezepte, tröstet die Seele und öffnet einen Weg für die Freude, zu leben, verdeutlicht seine Lebensfreude und seine Haltung, kompromisslos das zu leben und umzusetzen, was er dachte.

## Werke
auf Lanzarote:
- Das Bauernhaus Casa Museo del Campesino wurde in typisch lanzarotenischer Architektur gebaut.
- Monumento del Campesino ist ein Denkmal auf dem geografischen Mittelpunkt Lanzarotes, zur Ehrung der Bauern Lanzarotes, die entdeckten, dass Lapilli porös sind und Tau aufsaugen können (Steinmulch). Das Denkmal besteht aus Wassertanks aufgegebener Fischerboote. Die Skulpturen und Windspiele Manriques zählen zu den Sehenswürdigkeiten Lanzarotes.
- LagOmar ist ein in vulkanischem Steinbruch eingebettetes Anwesen in Nazaret. Manrique gestaltete gemeinsam mit Jesús Soto das Anwesen, das vom englischen Immobilienmakler Sam Benady in Auftrag gegeben wurde. Der Legende nach kaufte es Omar Sharif und verlor es am gleichen Tag im Bridge-Spiel.
- Mirador del Río, 1973 erbaut, ist ein Aussichtspunkt auf dem Famarakliff mit Blick auf die Nachbarinseln La Graciosa, Montaña Clara, Alegranza, Roque del Oeste und Roque del Este. Die Aussichtsplattform steht dort, wo einmal Geschütze standen und heute etwas nördlich noch stehen, die Ende des 19. Jahrhunderts – während des Krieges zwischen den USA und Kuba – installiert wurden.
- Der Lavatunnel Jameos del Agua war von den Einwohnern Lanzarotes mit Müll verfüllt worden. Manrique baute hier ein Konzertsaal mit Sitzplätzen für 600 Personen, der 1977 eröffnet wurde; ein See innerhalb der Lavagrotte beherbergt eine blinde Albino-Krebs-Art, die sonst nur in Tiefen von 2000 Meter am Ozeangrund lebt. Jameos del Agua gehört mit seinem Salzsee, der subtropischen Pflanzenwelt und einem Konzertsaal in der Lavahöhle zu den Besucherattraktionen der Insel Lanzarote.[10]
- Der kunstvoll angelegte Kakteengarten Jardin de Cactus, für den 1977 die Grundlagen gelegt worden sind, befindet sich mit mehr als 1100 verschiedenen Kakteenarten im Dorf Guatiza innerhalb eines aufgelassenen Steinbruchs.
- In dem in fünf Lavablasen erbautem Wohnhaus Manriques, Taro de Tahíche, befindet sich heute die Fundación César Manrique. Die Kunststiftung beherbergt zahlreiche Werke des Künstlers und Werke von Picasso, Miró, Tapiés, Jesús Soto und Zobel.
- Das Museum Wohnhaus César Manrique mit Werkstatt und parkartiger Außenanlage in Haría ist ein in schon in den 1970er Jahren erworbener Bauernhof, den er ab 1986 renovierte, neu gestaltete und bis zu seinem Tod bewohnte.
- El Diablo, das Restaurant im Nationalpark Timanfaya inmitten der aktiven Vulkane gebaut, die auch Montañas del Fuego (Feuerberge) genannt werden. Über eine Vulkankluft ist ein großer Grillplatz zu entdecken.
- Das 1975 in der Militärfestung gebaute Museum der zeitgenössischen Kunst im Castillo de San José, Museo Internacional de Arte Contemporáneo, beherbergt Gemälde von Miró, Millares, Mompó, Óscar Domínguez, Gerardo Rueda, Eusebio Sempérez, Augustín Cárdena und Manrique selbst.
- El Almacén, das 1974 gebaute, ehemalige Mehrzweck-Kulturzentrum in Arrecife beherbergt heute die Kulturabteilung der Inselregierung.
- Der Garten und die Schwimmbadanlage des 5-Sterne-Hotels Las Salinas in Costa Teguise wurden 1977 entworfen.
- 1990 ist in der Nähe der Fundación César Manrique die Eisenskulptur El triunfador aufgestellt worden.
- Manrique gestaltete 1990 den BMW 730i zu einem BMW Art Car um. Bei seiner Modifikation eines Fahrzeugs thematisiert er eine bestimmte Vorstellung von Bewegung: „Deshalb bestand meine Idee darin, das Auto so zu gestalten, dass es den Eindruck vermittelt, ohne jeden Widerstand durch den Raum zu gleiten.“ Großzügig geschwungene Linien, wie sie auch für seine Architektur typisch sind, und leuchtende Farben assoziieren eine geschmeidige Bewegung[11].
- 1992 ließ Manrique das Windspiel Juguetes del viento in der Mitte eines Kreisverkehres in Arrieta anfertigen.

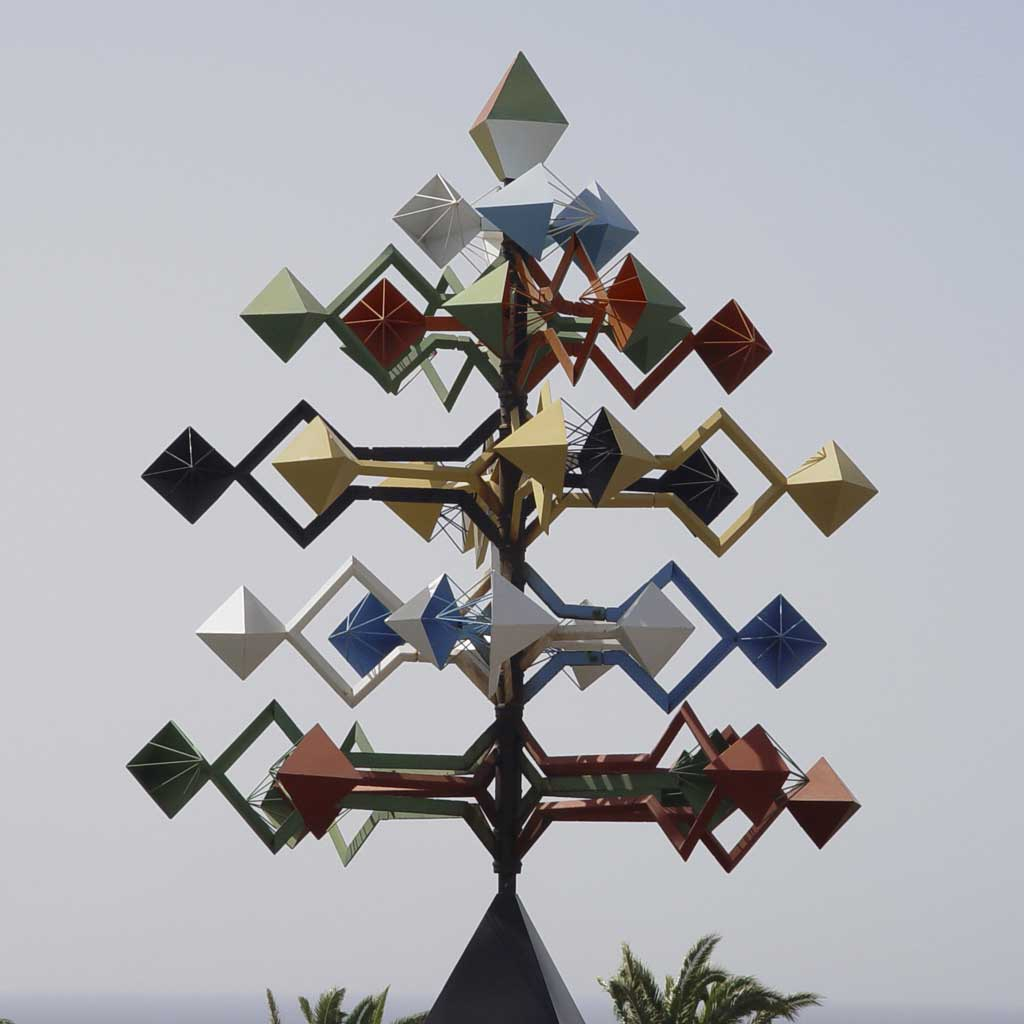
Windspiel vor der Fundación César Manrique
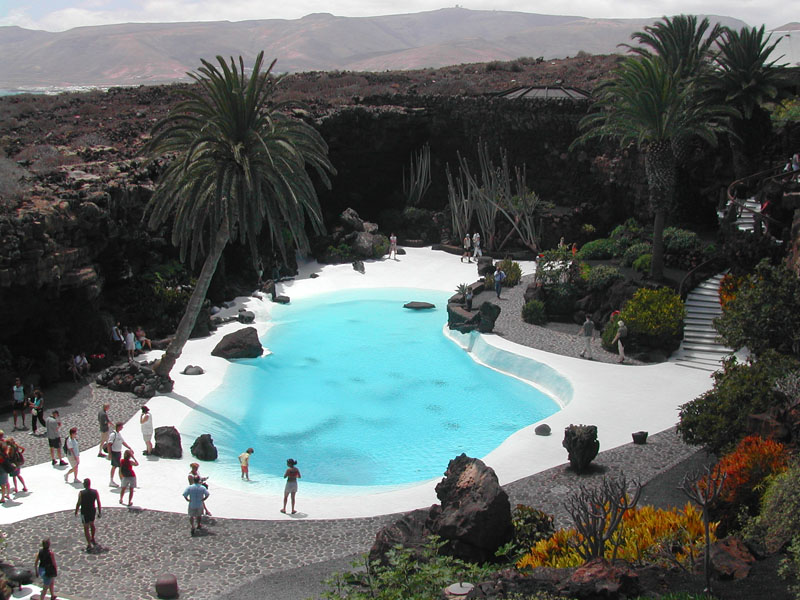
Jameos del Agua auf Lanzarote
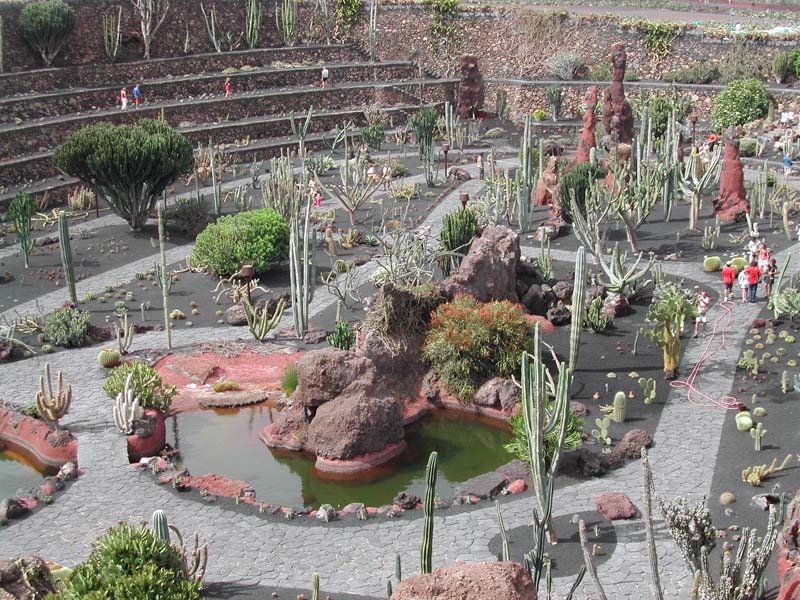
Jardín de Cactus
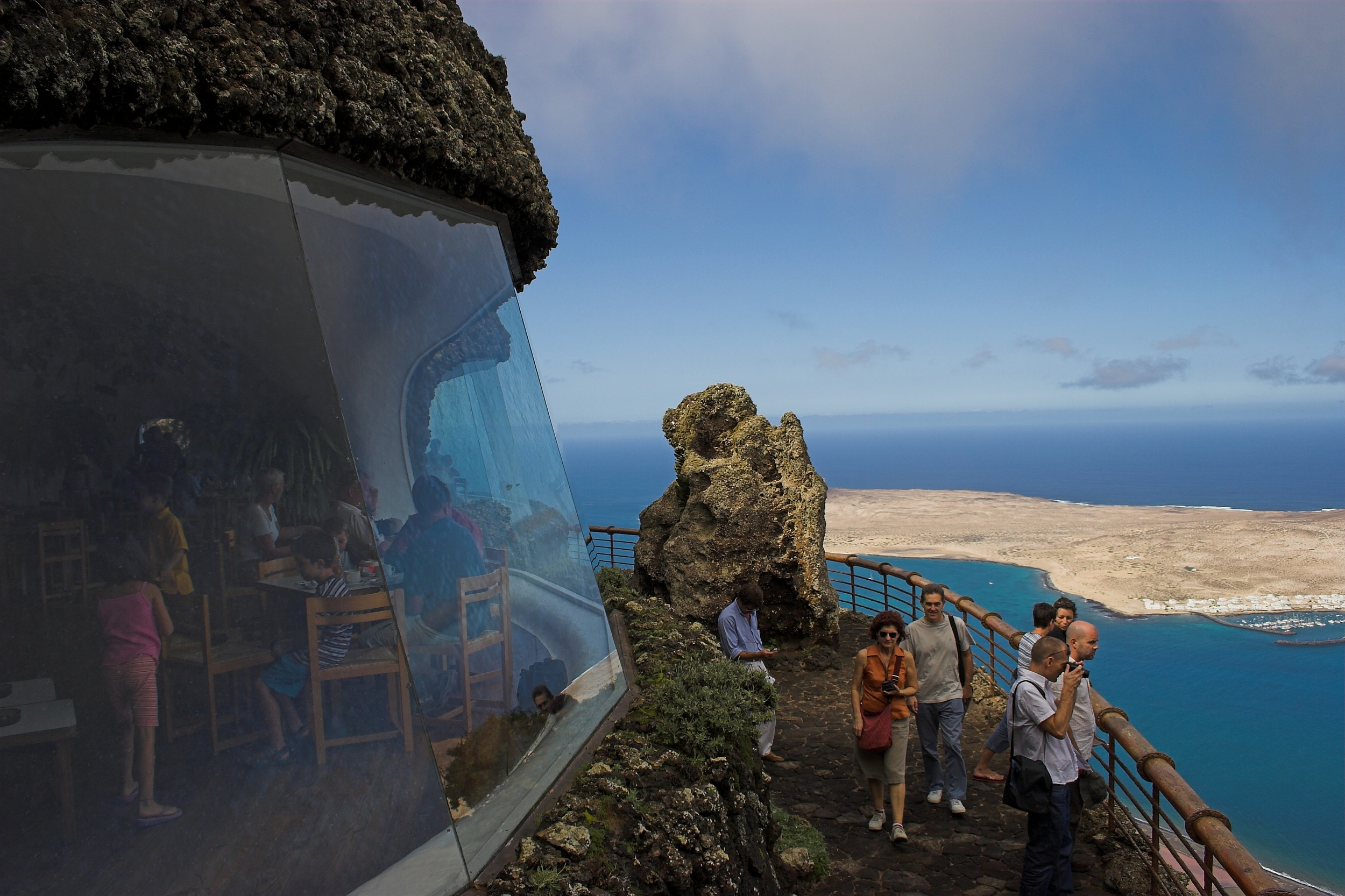
Mirador del Río
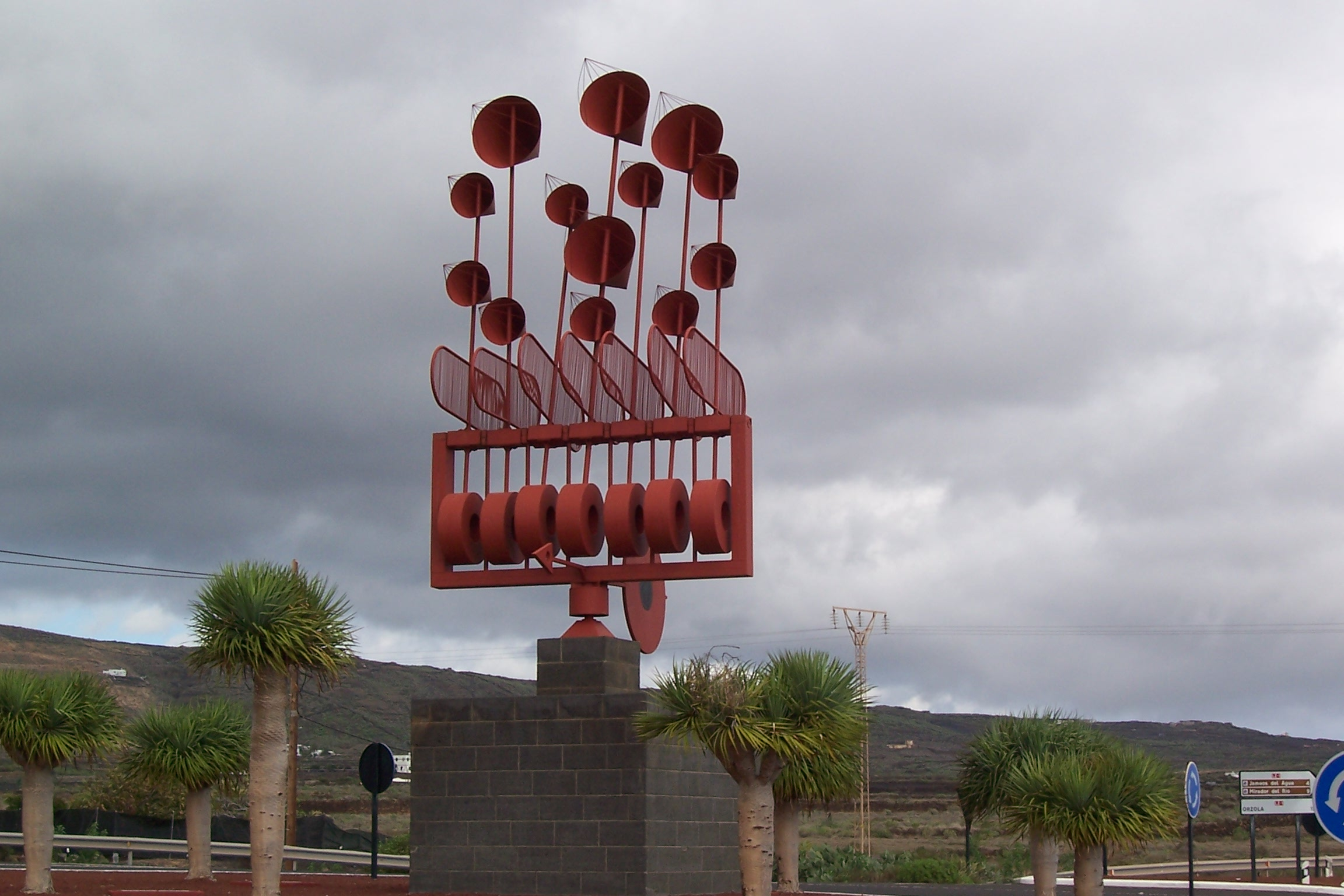
Windspiel am Ortseingang von Arrieta
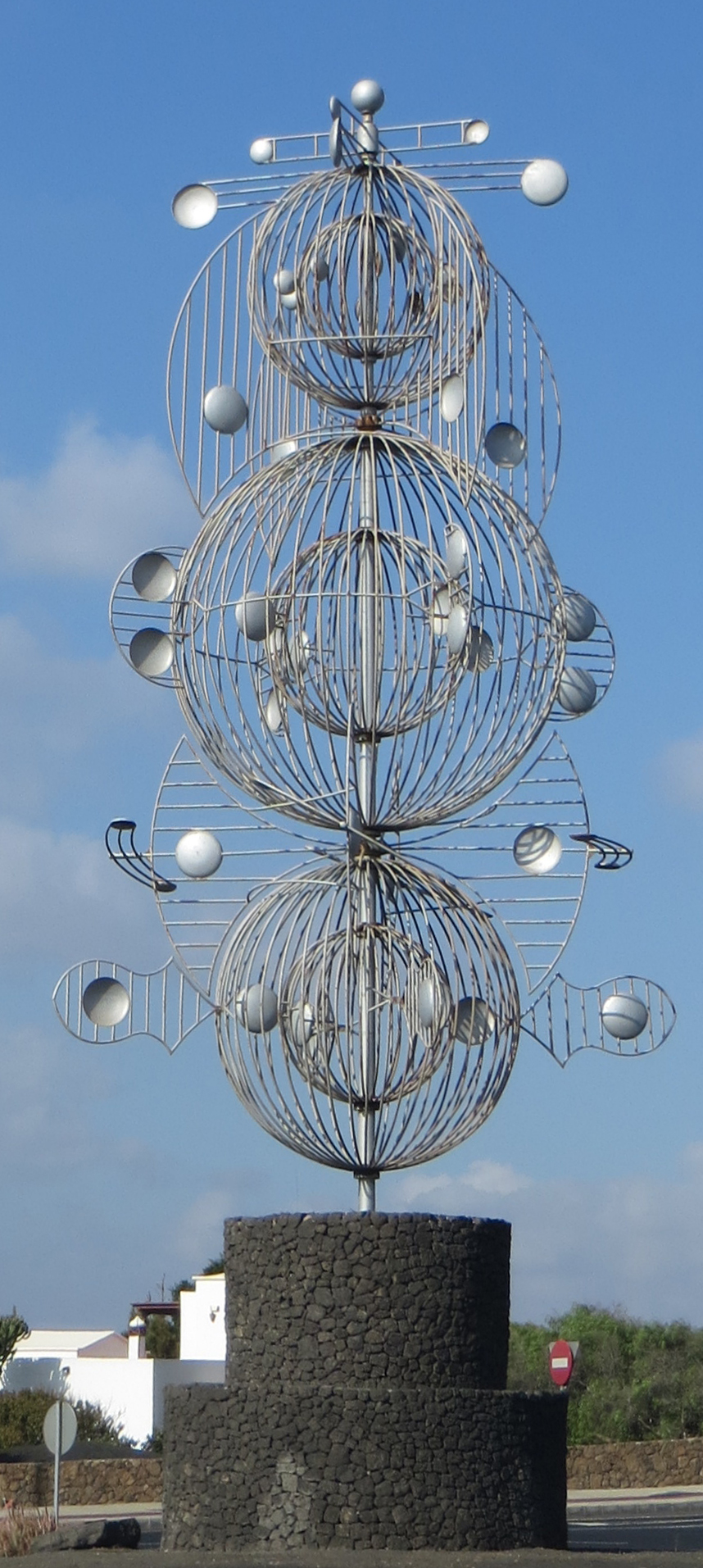
Windspiel bei Tahiche

außerhalb Lanzarotes:

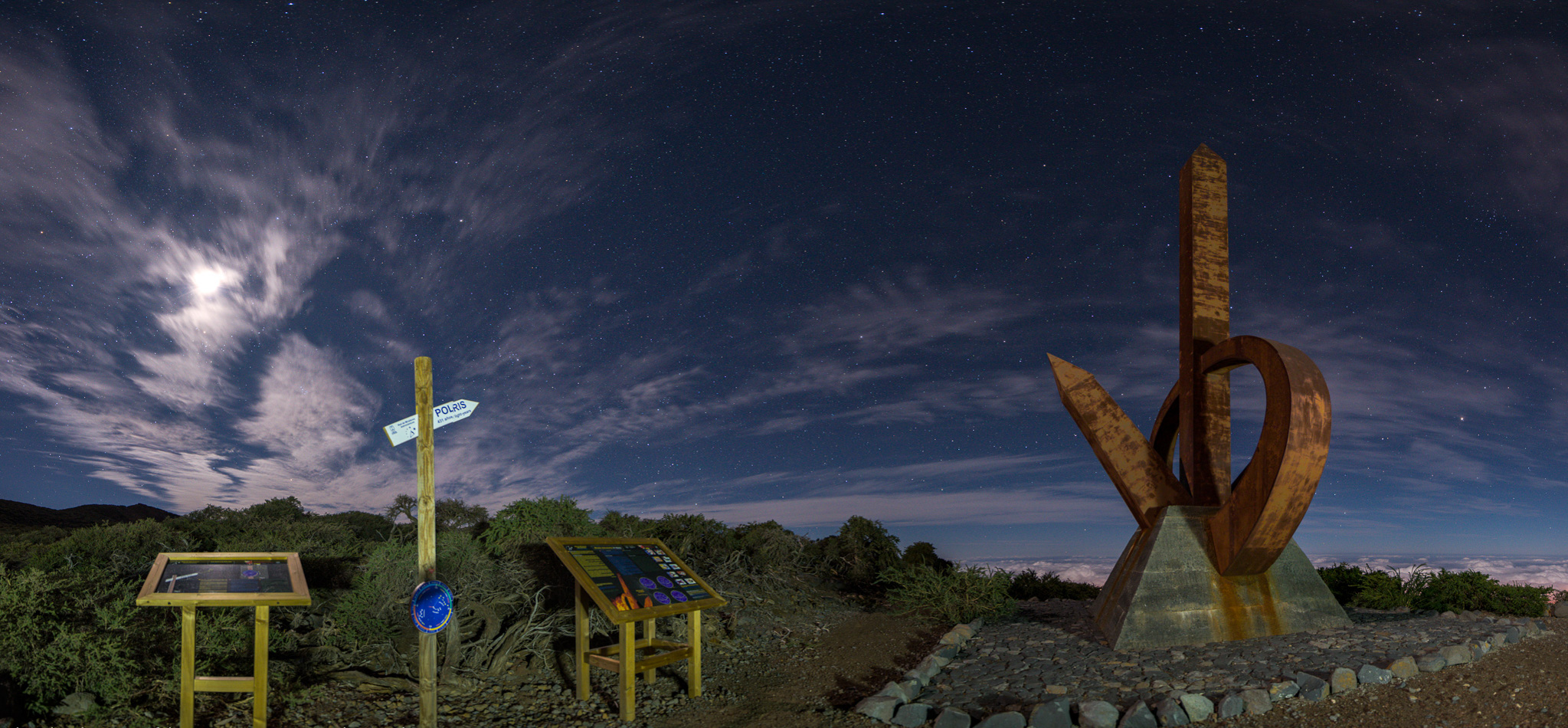
Monumento Al Infinito auf La Palma

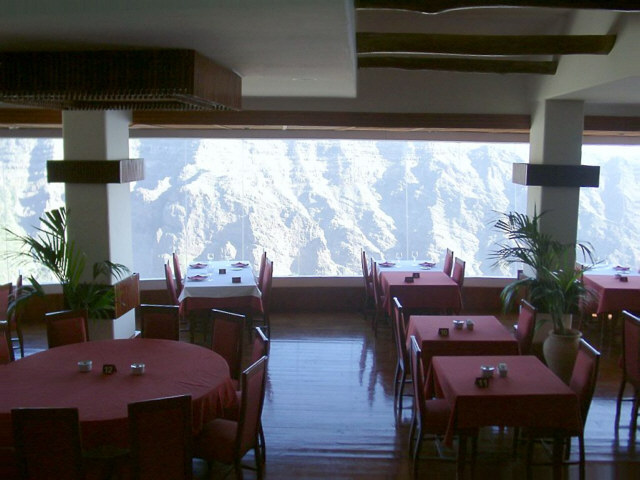
Restaurant des Mirador del Palmerejeo auf La Gomera

- Lago Martiánez (1971). Die Meerwasserschwimmbäder an Teneriffas Nordküste in Puerto de la Cruz gewannen sehr stark an touristischer Attraktivität, da die naturgegebenen Bademöglichkeiten bis dahin für Touristen eher gefährlich waren.
- La Vaguada (1983). Ein Einkaufszentrum in Madrid.
- Weltallflaggen für das astrophysikalische Zentrum „Roque de los Muchachos“ (1985) auf La Palma
- Monumento Al Infinito (1985) auf La Palma anlässlich der Eröffnung des „Roque de los Muchachos Observatoriums“
- La Peña (1989). Ein Aussichtspunkt auf El Hierro.
- Mirador del Palmerejeo (1989). Ein Aussichtspunkt auf La Gomera.
- Mirador de Morro Velosa (1997). Der Aussichtspunkt wurde nach Manriques Skizzen und Entwürfen eines kanarischen Herrenhauses von der Architektin Blanca Cabrera Morales vollendet und zusammen mit der Verwaltung Cabildo de Fuerteventura errichtet.

Veröffentlichungen
- César Manrique: Arquitectura inédita (EV 1974, 2. erw. Ausgabe 1988)
- César Manrique: Escrito en el fuego. Edirca, Las Palmas de Gran Canaria, 1991

## Film
In der ZDF-Serie Timm Thaler aus dem Jahre 1979, die Thomas Ohrner zum Kinderstar machte, wird das höllische Domizil des Barons (gespielt von Horst Frank) in Zusammenschnitten dreier Kunstwerke Manriques dargestellt: Hotel Melia Salinas in Costa Teguise, Mirador del Río und Jameos del Agua.